# Rivian
Rivian (полностью Rivian Automotive, Inc.) — американский производитель электромобилей, основанный в 2009 году. Rivian создаёт спортивные внедорожники и пикапы на универсальной платформе типа «скейтборд», которая может использоваться в дальнейшем для разработки новых моделей. Электромобили Rivian способны передвигаться как по асфальтовому покрытию, так и по бездорожью. В рамках партнёрства с Amazon идёт разработка электрического фургона. По состоянию на конец 2021 года продукция компании находится на ранних этапах поставки. К 2023 году Rivian планирует развернуть собственную сеть зарядных станций в США и Канаде.
Штаб-квартира Rivian расположена в Ирвайне (Калифорния). Основной завод по производству находится в Нормале (Иллинойс). Помимо этого, в планах у компании строительство ещё одной фабрики стоимостью 5 млрд долларов в Джорджии.
В ходе первичного размещения акций в ноябре 2021 года фирма Rivian привлекла более 13,5 млрд долларов. Инвесторы признали, что компания может стать главным конкурентом таким автомобилям как Tesla Cybertruck.

## Серийные машины на сегодня
На сегодняшний день уже производится 7-местный рамный внедорожник R1S и 5-местный пикап R1T, спроектированные на одной модульной платформе, что полностью унифицирует их четырёхмоторные силовые агрегаты и ходовые части вместе с передней половиной кузова от капота до передней пары дверей. В качестве источника электропитания обе машины имеют литиевые аккумуляторы ёмкостью 135 или 180 кВт·ч. 180 кВт·ч-аккумулятор даёт до 644 км автономного пробега по замерам EPA.

## Галерея
| - Rivian R1T на зарядке. - Электрический внедорожник Rivian R1S. - Rivian EDV. |